# Emberiza cia
Lo zigolo muciatto (Emberiza cia Linnaeus, 1766)  è un uccello passeriforme della famiglia degli Emberizidi.

## Descrizione

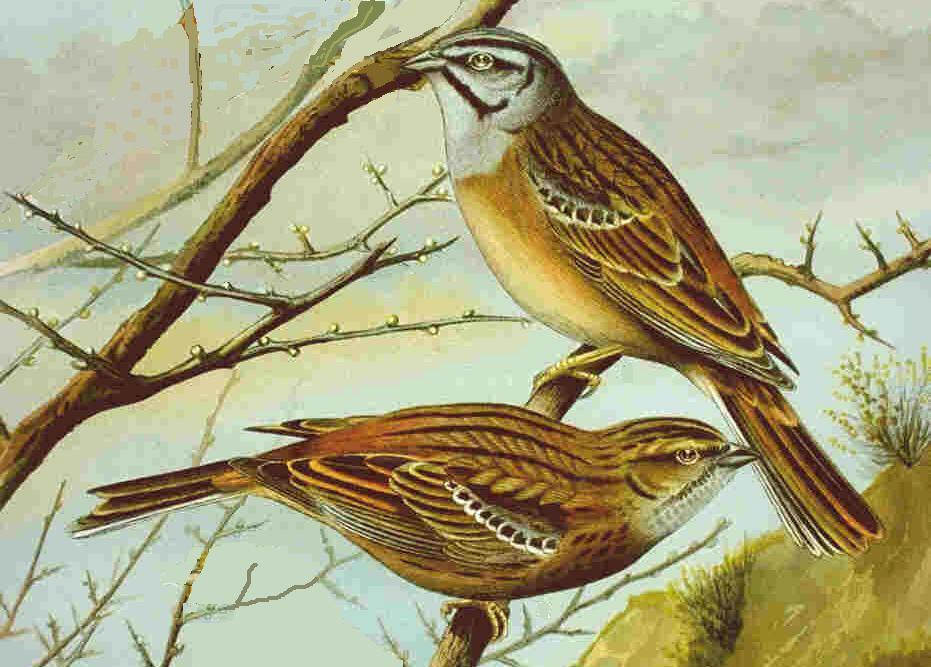
Maschio e femmina di zigolo muciatto

Il maschio ha testa e gola grigio cenere, striature nere sulla sommità del capo e attraverso gli occhi. Il ventre è rosso-castano, il dorso è castano. La femmina è più chiara e senza striature.

## Distribuzione e habitat

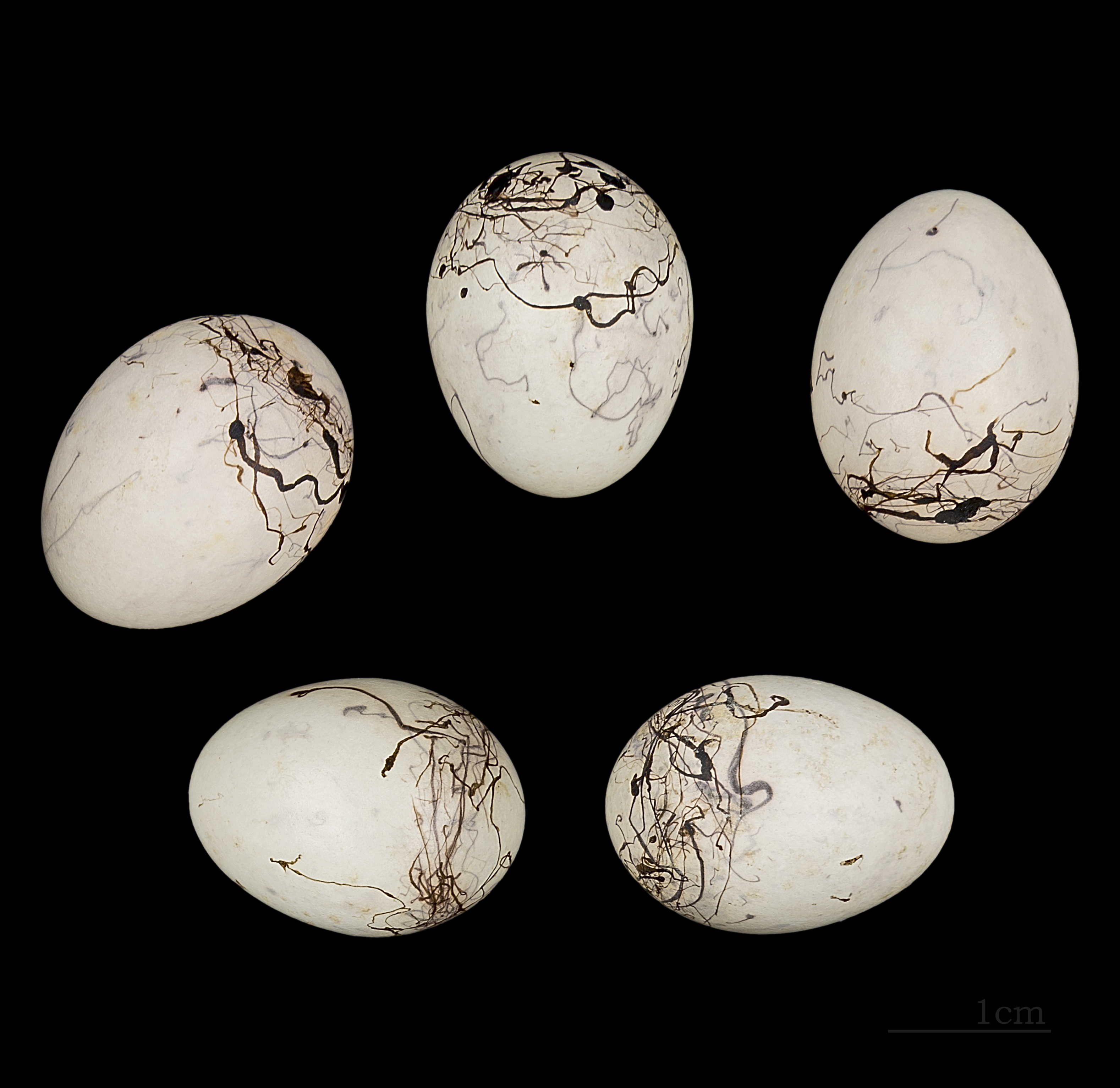
Uova di zigolo muciatto

La specie ha un'ampia areale che si estende dall'Europa al Nord Africa, all'Asia. Nidifica in zone montagnose dell'Italia escluso la Sardegna, da aprile ad agosto.

## Sistematica
Se ne conoscono sei sottospecie:
- Emberiza cia cia
- Emberiza cia flemingorum
- Emberiza cia hordei
- Emberiza cia par
- Emberiza cia prageri
- Emberiza cia stracheyi